# Владимир Букал
Владимир Букал (хорв. Vladimir Bukal; нар. 1 листопада 1939 — в ніч з 20 на 21 серпня 2008, Загреб) — хорватський шахіст і шаховий тренер, міжнародний майстер.

## Шахова кар'єра
Кілька разів брав участь у фіналі чемпіонату Югославії, а потім — Хорватії. Найбільших успіхів у своїй кар'єрі здобув у категорії «ветерани» (гравці старші 60 років), у 2001 і 2003 роках виборовши бронзові медалі чемпіонату світу, а в 2002 році — звання чемпіона Європи.
Досягнув низки інших його успіхів на міжнародній арені, зокрема:
- посів 1-ше місце в Римі (1985, турнір B),
- посів 2-ге місце в Дортмунді (1987, турнір B, позаду Ромуальда Майнки),
- поділив 1-ше місце в Занкт-Інгберті (1988, разом з Левом Гутманом),
- поділив 1-ше місце в Реджо-Емілія (1989/90, турнір B, разом з Паскалем Горном),
- поділив 2-ге місце в Пакші (1997, позаду Драгоша Думітрахе).

Найвищий рейтинг Ело в кар'єрі мав станом на 1 січня 1986 року, досягнувши 2465 очок ділив тоді 22-27-ме місце серед югославських шахістів..
Його син, Владімір Букал-молодший, також є відомим шахістом і має звання міжнародного майстра.